# Berneval-le-Grand
Berneval-le-Grand is een dorp en voormalige gemeente in de Franse gemeente Petit-Caux in het departement Seine-Maritime in de regio Normandië. De voormalige gemeente telt 1047 inwoners (1999). De plaats maakt deel uit van het arrondissement Dieppe.

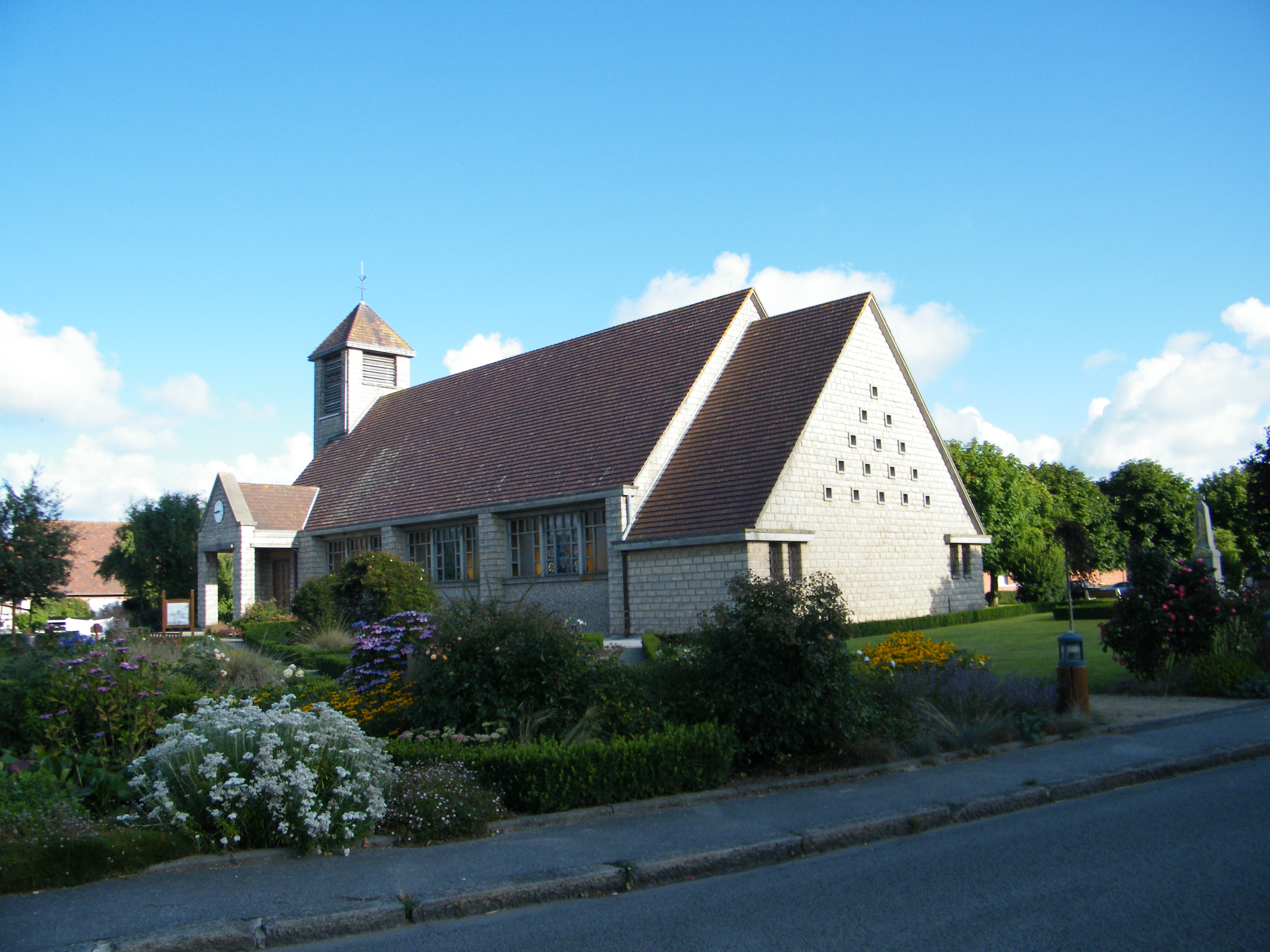
Église Notre-Dame-de-Liesse

## Geschiedenis
Een oude vermelding van de plaats gaat terug tot 750 als Brittenevalle. De 18de-eeuwse Cassinikaart toont het dorpje Berneval, met ten noordoosten le Pt.Berneval.
Op het eind van het ancien régime eind 18de eeuw, toen de gemeenten werden gecreëerd, werd Berneval-le-Grand een gemeente.
Berneval-le-Grand is op 1 januari 2016 gefuseerd met de gemeenten Assigny, Auquemesnil, Belleville-sur-Mer, Biville-sur-Mer, Bracquemont, Brunville, Derchigny, Glicourt, Gouchaupre, Greny, Guilmécourt, Intraville, Penly, Saint-Martin-en-Campagne, Saint-Quentin-au-Bosc, Tocqueville-sur-Eu en Tourville-la-Chapelle tot de commune nouvelle Petit-Caux.

## Geografie
De oppervlakte van Berneval-le-Grand bedraagt 5,6 km², de bevolkingsdichtheid is 187,0 inwoners per km². Berneval-le-Grand ligt aan Het Kanaal.
In het noordoosten van de voormalige gemeente ligt het gehucht le Petit Berneval, dat aansluit op de badplaats Saint-Martin-Plage op grondgebied van Saint-Martin-en-Campagne.
De onderstaande kaart toont de ligging van Berneval-le-Grand met de belangrijkste infrastructuur en aangrenzende gemeenten.

## Bezienswaardigheden
- De Église Notre-Dame-de-Liesse

## Demografie
Onderstaande figuur toont het verloop van het inwonertal (bron: INSEE-tellingen).